# Theodore L. Futch
Pour les articles homonymes, voir Futch.
 (juin 2024).
- Si vous ne connaissez pas le sujet, laissez ce bandeau (vous pouvez alors contacter les auteurs).
- Si vous supprimez le contenu mis en cause (vous pouvez préalablement contacter les auteurs),

argumentez précisément cette suppression dans la page de discussion
(un manque de référence n'est pas un argument ; une recherche réelle de référence doit avoir été effectuée, être formellement documentée).
Theodore Leslie Futch (19 janvier 1895 - 18 janvier 1992) est un officier de l'armée de terre américaine ayant le grade de brigadier général. Il passe toute sa carrière militaire dans la branche de l'artillerie de campagne.

## Biographie

### Jeunesse

Le secrétaire adjoint à la guerre Louis A. Johnson remet à Theodore Futch son diplôme le jour de la remise des diplômes à l'École supérieure de guerre de l'armée américaine, à Fort Humphreys (juin 1938).

Theodore Leslie Futch naît le 19 janvier 1895 à Monroe en Caroline du Nord. Il fréquente l'Académie militaire des États-Unis à West Point, et y obtient son diplôme le 30 août 1917. Il est également nommé sous-lieutenant  de l'artillerie de campagne à cette même date.
Il fait partie de la promotion qui produit plus de 55 futurs officiers généraux, dont deux chefs d'état-major de l'armée de terre - Joseph L. Collins et Matthew B. Ridgway. Parmi ses autres camarades de classe figurent : Clare H. Armstrong, Aaron Bradshaw Jr., Mark W. Clark, John T. Cole, Norman D. Cota, John M. Devine, William W. Eagles, Augustus M. Gurney, Charles H. Gerhardt, William Kelly Harrison Jr., Ernest N. Harmon, George H. Weems, Robert W. Hasbrouck, Frederick A. Irving, Laurence B. Keiser, Charles S. Kilburn, Bryant E. Moore, Daniel Noce, Onslow S. Rolfe, Herbert N. Schwarzkopf, Albert C. Smith, George D. Wahl et Raymond E. S. Williamson.
Futch sert en France pendant la Première Guerre mondiale et est nommé aide de camp du Brigadier général Harry G. Bishop, qui commande la 3e brigade d'artillerie. Il occupe cette fonction jusqu'en 1919, date à laquelle il est transféré aux États-Unis, où il est nommé professeur de sciences militaires et de tactique à l'Iowa State College[source insuffisante].
En 1926, Futch suit le cours d'officier de batterie à l'école d'artillerie de campagne de l'US Army (United States Army Field Artillery School) à Fort Sill, en Oklahoma. Il y sert ensuite comme instructeur jusqu'en 1930.
Alors qu'il est captain au sein du 13e régiment d'artillerie de campagne à Oahu, à Hawaï, il sauve de la noyade le soldat de première classe Alexander J. Kaye de la batterie de service. Pour cette action, Futch reçoit la Soldier's Medal.
En 1935, Futch est diplômé de l'École de commandement et d'état-major général de Fort Leavenworth, au Kansas. Il enseigne ensuite la science militaire et la tactique à l'Alabama Polytechnic Institute jusqu'en 1939.

### Seconde Guerre mondiale
Au cours de l'année 1939, Futch est de nouveau transféré à Hawaï, où il sert au sein de la 11e brigade d'artillerie de campagne. En 1940, Futch est nommé commandant du 3e bataillon du 18e régiment d'artillerie de campagne. Son affectation suivante est à Fort Sill, dans l'Oklahoma, où il est nommé officier exécutif de l'école d'artillerie de campagne. En 1942, il est nommé commandant adjoint de l'école d'artillerie de campagne[source insuffisante].
En décembre 1942, Futch est transféré au 13e corps d'armée (XIII Corps) sous le commandement du major général Emil F. Reinhardt, où il est nommé commandant de l'artillerie du corps. Il passe son temps avec le corps aux États-Unis et, en novembre 1943, il est promu au grade de brigadier général[source insuffisante].
En 1944, il est transféré à la 35e division d'infanterie sous le commandement du major général Paul W. Baade en tant que commandant de l'artillerie. Il est ensuite envoyé sur le théâtre européen. Avec la 35e division d'infanterie, Futch participe à de nombreuses batailles de la Seconde Guerre mondiale, notamment en France, au Luxembourg, aux Pays-Bas, en Belgique et en Allemagne. Futch est resté avec la 35e division d'infanterie jusqu'en septembre 1945, date à laquelle la division est retournée aux États-Unis. Pour son service au sein de la 35e division d'infanterie pendant la guerre, Futch reçoit la Legion of Merit, quatre médailles de la Bronze Star et de nombreuses décorations étrangères.

### Carrière après la guerre
Le 25 septembre 1945, Futch est nommé commandant général de Fort Bragg en Caroline du Nord, poste qu'il occupe jusqu'au début du mois de janvier 1946. Futch occupe ensuite le poste d'officier exécutif des composantes civiles à Fort McPherson, en Géorgie, avant d'être transféré à The Citadel, où il est professeur de science militaire et de tactique jusqu'en 1950.
Sa dernière affectation militaire est le commandement général de Fort Indiantown Gap en Pennsylvanie, où il prend sa retraite le 31 août 1954.
Après sa retraite, il a été commandant des cadets à l'Académie militaire Lyman Ward à Camp Hill, en Alabama, de 1959 à 1967.

### Vie privée
Futch s'est marié trois fois : en 1925, il épouse en secondes noces Ida Reid Calhoun, avec qui il a une fille, Ida. Ils divorcent en 1929. Futch se remarie en 1931 avec Margaret McLean Chase, dont il a un fils, David, et deux filles, Ellen et Katherine.

## Décorations
La barrette de rubans du brigadier général Futch comprend:
| Bronze oak leaf cluster · Bronze oak leaf cluster · Bronze oak leaf cluster |             |  |             |
|                                                                             | Bronze star |  | Bronze star |
|                                                                             | Silver star |  |             |
|                                                                             |             |  |             |

| 1er rang | Legion of Merit                | Legion of Merit                | Legion of Merit                | Legion of Merit                | Legion of Merit                                                                      | Legion of Merit                                                                      | Soldier's Medal                                                                      | Soldier's Medal                                                                      | Soldier's Medal                               | Soldier's Medal                               | Soldier's Medal                               | Bronze Star Medal avec trois feuilles de chêne. | Bronze Star Medal avec trois feuilles de chêne.                 | Bronze Star Medal avec trois feuilles de chêne.                 | Bronze Star Medal avec trois feuilles de chêne.                 | Bronze Star Medal avec trois feuilles de chêne.                 | Bronze Star Medal avec trois feuilles de chêne. |
| 2e rang  | Army Commendation Medal        | Army Commendation Medal        | Army Commendation Medal        | Army Commendation Medal        | World War I Victory Medal avec agrafe de combat                                      | World War I Victory Medal avec agrafe de combat                                      | World War I Victory Medal avec agrafe de combat                                      | World War I Victory Medal avec agrafe de combat                                      | Army of Occupation of Germany Medal           | Army of Occupation of Germany Medal           | Army of Occupation of Germany Medal           | Army of Occupation of Germany Medal             | American Defense Service Medal avec agrafe du service extérieur | American Defense Service Medal avec agrafe du service extérieur | American Defense Service Medal avec agrafe du service extérieur | American Defense Service Medal avec agrafe du service extérieur |                                                 |
| 3e rang  | American Campaign Medal        | American Campaign Medal        | American Campaign Medal        | American Campaign Medal        | European-African-Middle Eastern Campaign Medal avec une étoile de campagne en argent | European-African-Middle Eastern Campaign Medal avec une étoile de campagne en argent | European-African-Middle Eastern Campaign Medal avec une étoile de campagne en argent | European-African-Middle Eastern Campaign Medal avec une étoile de campagne en argent | World War II Victory Medal                    | World War II Victory Medal                    | World War II Victory Medal                    | World War II Victory Medal                      | Army of Occupation Medal                                        | Army of Occupation Medal                                        | Army of Occupation Medal                                        | Army of Occupation Medal                                        |                                                 |
| 4e rang  | National Defense Service Medal | National Defense Service Medal | National Defense Service Medal | National Defense Service Medal | Chevalier de la Légion d'honneur (France)                                            | Chevalier de la Légion d'honneur (France)                                            | Chevalier de la Légion d'honneur (France)                                            | Chevalier de la Légion d'honneur (France)                                            | Croix de guerre 1939-1945 avec palme (France) | Croix de guerre 1939-1945 avec palme (France) | Croix de guerre 1939-1945 avec palme (France) | Croix de guerre 1939-1945 avec palme (France)   | Chevalier de l'Ordre d'Orange-Nassau (Pays-Bas)                 | Chevalier de l'Ordre d'Orange-Nassau (Pays-Bas)                 | Chevalier de l'Ordre d'Orange-Nassau (Pays-Bas)                 | Chevalier de l'Ordre d'Orange-Nassau (Pays-Bas)                 |                                                 |

## Source
- (en) Cet article est partiellement ou en totalité issu de l’article de Wikipédia en anglais intitulé « Theodore Leslie Futch » (voir la liste des auteurs).